# Olga Jegorova
Olga Nikolajevna Jegorova (rusko Ольга Николаевна Егорова), ruska atletinja, * 28. marec 1972, Novočeboksarsk, Sovjetska zveza.
Nastopila je na poletnih olimpijskih igrah v letih 2000 in 2004, leta 2000 je osvojila osmo mesto v teku na 5000 m, leta 2004 pa enajsto mesto v teku na 1500 m. Na svetovnih prvenstvih je osvojila naslov prvakinje v teku na 5000 m leta 2001 ter srebrno medaljo v teku na 1500 m leta 2005, na svetovnih dvoranskih prvenstvih pa naslov prvakinje v teku na 3000 m leta 2001. Leta 2008 je prejela dvoletno prepoved nastopanja zaradi dopinga.